# Chorošotvaré
Chorošotvaré (Polyporales, dříve Aphyllophorales) je řád dřevokazných hub, které tvoří víceleté, koncentricky vrstvené plodnice, obvykle bokem přirostlé k podkladu. Hymenofor může být hladký, nebo tvoří lamely, nebo je pórovitý. Většina chorošotvarých je nejedlá.
Kromě různých druhů chorošů, bělochorošů a dřevokazů nalezneme mezi chorošotvarými i kotrče a krásnoporky, které nemají typickou stavbu plodnice. Mezi chorošotvaré patří konkrétně např. choroš šupinatý, choroš zimní, choroš smolonohý, anýzovník vonný či hnědák Schweinitzův.

## Čeledi
- Albatrellaceae – krásnopórkovité
- Atheliaceae
- Boreostereaceae
- Corticiaceae – kornatcovité
- Cyphellaceae – číšovcovité
- Cystostereaceae
- Epitheliaceae
- Fomitopsidaceae – troudnatcovité
- Ganodermataceae – lesklokorkovité
- Gloeophyllaceae – trámovkovité
- Grammotheleaceae
- Hapalopilaceae – hlinákovité
- Hyphodermataceae
- Meripilaceae – trsnatcovité
- Meruliaceae – dřevokazovité
- Phanerochaetaceae
- Podoscyphaceae
- Polyporaceae – chorošovité
- Sistotremataceae
- Sparassidaceae – kotrčovité
- Steccherinaceae
- Tubulicrinaceae
- Xenasmataceae